# Le Triporteur
Pour l’article homonyme, voir Le Triporteur (roman).
Pour plus de détails, voir Fiche technique et Distribution.
Le Triporteur est un film humoristique français réalisé en 1957 par Jacques Pinoteau, et sorti sur les écrans la même année.
C'est ce film qui révéla Darry Cowl auprès du grand public. Lors du décès de l'acteur le 14 février 2006, ce film a d'ailleurs été celui que la presse a le plus cité.

## Synopsis
Les pérégrinations d'un homme qui, aux pédales de son triporteur, se rend à Nice pour assister à la finale de la Coupe de football à laquelle participe l'équipe de son village.

## Fiche technique
- Réalisation : Jacques Pinoteau
- Scénario, adaptation : Jean Aurel, Jacques Pinoteau et Jacques Vilfrid, d'après le roman de René Fallet Le Triporteur (éditions Denoël)
- Dialogue : Jacques Vilfrid
- Assistance réalisation : Claude Pinoteau, Bernard Paul
- Musique : Michel Legrand (productions : Michel Legrand)
- Photographie : Pierre Petit
- Décors : Jacques Douy
- Montage : Georges Arnstam
- Son : Norbert Gernolle
- Photographe de plateau : Yves Mirkine
- Triporteurs fournis par les Ets Charles Juery
- Tournage du 8 juillet au 2 septembre 1957, réalisé aux studios de La Victorine et au Stade du Ray à Nice
- Production : Adry De Carbuccia et Roland Girard pour Les Films du Cyclope
- Distribution : Pathé Consortium Cinéma
- Pays :  France
- Format : Pellicule 35 mm, couleur procédé Technicolor
- Genre : Comédie
- Durée : 93 minutes
- Date de sortie : 
  - France : 4 décembre 1957
- Visa d'exploitation : 19263

## Distribution
- Darry Cowl : Antoine Peyralout, livreur
- Béatrice Altariba : Popeline, fille de la couturière
- Pierre Mondy : un gendarme
- Roger Carel : un paysan
- Maurice Gardett : Maurice Gardett, le présentateur
- Jacques Thébault : un copain de Jean-Claude
- Simone Jarnac
- Christian Nohel : un ami de Jean-Claude
- Jean Ozenne : Gérard Ducottait, un voyageur
- Pierre Doris : le voyageur à la 2 CV
- Jean-Pierre Lorrain
- Jacques Hilling : l’entraîneur du club
- Clo D'Alban
- Lucie Thiebaut
- Edmond Verva
- Miguel Gamy
- Jacques Moreau
- Jean-Pierre Pascal
- Chantale Gozzi
- Les Whisky Bros : eux-mêmes
- Christiane Muller : la fille de la bande de Jean-Claude
- Alain Bouvette : un soigneur
- Bob Ingarao : Boulet-de-canon
- Mario David : Dabek Sariéloubal, le gardien de but
- Robert Arnoux : le dirigeant
- Grégoire Aslan : Mouillefarine (le boulanger)
- Jean-Claude Brialy : Jean-Claude
- Sylvain Lévignac : le marié
- René Hell : le vieux paysan gaffeur et gâteux (non crédité)
- Jess Hahn

## À propos du film
- Jacques Pinoteau réalisa une suite en 1960, intitulée Robinson et le Triporteur dans laquelle Antoine doit faire le tour du monde sur un radeau propulsé à coups de pédales, afin de gagner la main de Popeline.
- Alors que l'on associe « petit canaillou » comme des mots récurrents dans la bouche de Darry Cowl (et souvent imité en train de les citer), ces mots ne sont pourtant prononcés qu'une seule fois dans le film et ne reviendont plus dans la filmographie de l'acteur.